# Italiaans kampioenschap veldrijden
Het Italiaans kampioenschap veldrijden wordt georganiseerd sinds 1930. Recordhouder is Renato Longo met twaalf titels. Ondanks eerdere edities werd de editie van 1941 de eerste officiële editie georganiseerd door de Federazione Ciclistica Italiana.

## Erelijst

### Mannen
| Jaar | · Kampioen            | · Zilver              | · Brons               | Plaats                    |
| ---- | --------------------- | --------------------- | --------------------- | ------------------------- |
| 1930 | Armando Zucchini      | Antonio Castellari    | Albanelli             | Bologna                   |
| 1931 | Antonio Castellari    | Zanasi                | Albanelli             | Bologna                   |
| 1932 | Luigi Ferrando        | Fiorini               | Silvio Scurati        | Bologna                   |
| 1933 | Armando Zucchini      | Marco Cimatti         | Armando Lolli         | Bologna                   |
| 1934 | Severino Canavesi     | Luigi Macchi          | Marco Cimatti         |                           |
| 1935 | Luigi Ferrando        | Di Cesare             | Onorato Lolli         | Firenze                   |
| 1936 | Luigi Ferrando        | Raberti               | Papini                |                           |
| 1937 | Bernardo Rogora       | Luigi Ferrando        | Bazzo                 |                           |
| 1938 | Luigi Ferrando        | Carlo Ferrando        | Carlo Bobola          |                           |
| 1939 | Luigi Ferrando        | Francesco Prina       | Remo Bertoni          |                           |
| 1940 | Niet verreden         |                       |                       |                           |
| 1941 | Sergio Lampitelli     | Santoni               | Luigi Valotti         |                           |
| 1942 | Mario Gentili         | Antonio Covolo        | Pietro Chiappini      |                           |
| 1943 | Giovanni Fulcheri     | Guerrini Spinelli     | Raffaele Abate        |                           |
| 1944 | Valerio Berteotti     | Valeriano Zanazzi     | Chinetti              |                           |
| 1945 | Niet verreden         |                       |                       |                           |
| 1946 | Francesco Prina       | Raffaele Abate        | Secondo Boldo         |                           |
| 1947 | Raffaele Abate        | Antonio Covolo        | Francesco Prina       |                           |
| 1948 | Francesco Prina       | Erminio Cova          | Loris Zanotti         |                           |
| 1949 | Sergio Toigo          | Loris Zanotti         | Francesco Prina       |                           |
| 1950 | Sergio Toigo          | Loris Zanotti         | Luigi Malabrocca      |                           |
| 1951 | Luigi Malabrocca      | Graziano Pertusi      | Sergio Toigo          |                           |
| 1952 | Graziano Pertusi      | Sergio Toigo          | Giovanni Romana       |                           |
| 1953 | Luigi Malabrocca      | Dante Benvenuti       | Giovanni Romana       |                           |
| 1954 | Graziano Pertusi      | Mario Rossi           | Luigi Malabrocca      | Crenna                    |
| 1955 | Mario Rossi           | Amerigo Severini      | Giovanni Picasso      |                           |
| 1956 | Amerigo Severini      | Dante Benvenuti       | Mario Rossi           |                           |
| 1957 | Romano Ferri          | Graziano Pertusi      | Mario Rossi           |                           |
| 1958 | Graziano Pertusi      | Renato Longo          | Romano Ferri          |                           |
| 1959 | Renato Longo          | Italo Guerciotti      | Graziano Pertusi      |                           |
| 1960 | Renato Longo          | Amerigo Severini      | Graziano Pertusi      |                           |
| 1961 | Amerigo Severini      | Renato Longo          | Romano Ferri          | Imola                     |
| 1962 | Renato Longo          | Romano Ferri          | Giuseppe Zorzi        |                           |
| 1963 | Amerigo Severini      | Renato Longo          | Romano Ferri          |                           |
| 1964 | Renato Longo          | Amerigo Severini      | Walter Martin         |                           |
| 1965 | Renato Longo          | Amerigo Severini      | Domenico Garbelli     |                           |
| 1966 | Renato Longo          | Amerigo Severini      | Domenico Garbelli     |                           |
| 1967 | Renato Longo          | Enrico Sfolcini       | Franco Livian         |                           |
| 1968 | Renato Longo          | Giovanni Bettinelli   | Luigi Torresani       |                           |
| 1969 | Renato Longo          | Luciano Luciani       | Franco Livian         |                           |
| 1970 | Renato Longo          | Luigi Torresani       | Michele Potenza       |                           |
| 1971 | Renato Longo          | Franco Livian         | Enrico Sfolcini       |                           |
| 1972 | Renato Longo          | Franco Vagneur        | Lucio Colzani         |                           |
| 1973 | Franco Livian         | Mario Uboldi          | Dante Signorini       |                           |
| 1974 | Niet verreden         |                       |                       |                           |
| 1975 | Wladimiro Panizza     | Italo Guerciotti      |                       | Maranello                 |
| 1976 | Wladimiro Panizza     | Arturo Pecchielan     |                       | Saccolongo                |
| 1977 | Franco Bitossi        |                       |                       | Rome                      |
| 1978 | Franco Bitossi        |                       |                       | Valpiana                  |
| 1979 | Antonio Saronni       | Vito De Capitani      | Claudio Fasolo        |                           |
| 1980 | Antonio Saronni       |                       |                       | Lecco                     |
| 1981 | Ottavio Paccagnella   | Antonio Saronni       | Claudio Fasolo        |                           |
| 1982 | Antonio Saronni       | Claudio Fasolo        | Franco Vagneur        | Corva                     |
| 1983 | Antonio Saronni       |                       |                       | Camigliano                |
| 1984 | Ottavio Paccagnella   | Antonio Saronni       | Claudio Fasolo        | Corva                     |
| 1985 | Ottavio Paccagnella   | Claudio Fasolo        | Antonio Saronni       |                           |
| 1986 | Ottavio Paccagnella   | Claudio Fasolo        | Antonio Saronni       |                           |
| 1987 | Ottavio Paccagnella   | Antonio Saronni       | Maurizio Vandelli     |                           |
| 1988 | Ottavio Paccagnella   | Antonio Saronni       | Maurizio Vandelli     |                           |
| 1989 | Claudio Vandelli      | Maurizio Vandelli     | Sandro Bono           |                           |
| 1990 | Fabrizio Margon       | Ottavio Paccagnella   | Sandro Bono           |                           |
| 1991 | Fabrizio Margon       | Claudio Chiappucci    | Maurizio Vandelli     | Corva                     |
| 1992 | Fabrizio Margon       | Sandro Bono           | Gianluca Pierobon     |                           |
| 1993 | Fabrizio Margon       | Daniele Pontoni       | Luca Bramati          |                           |
| 1994 | Daniele Pontoni       | Fabrizio Margon       | Alessandro Fontana    | Solbiate Olona            |
| 1995 | Daniele Pontoni       | Luca Bramati          | Gabriele Bilato       | Scorze                    |
| 1996 | Daniele Pontoni       | Luca Bramati          | Claudio Vandelli      | Monte Prat                |
| 1997 | Daniele Pontoni       | Luca Bramati          | Dario Cioni           | Fiuggi                    |
| 1998 | Fausto Scotti *       | Davide Bertoni        | Massimo Sargenti      | Parabiago                 |
| 1999 | Daniele Pontoni       | Luca Bramati          | Massimo Sargenti      | Sirone                    |
| 2000 | Daniele Pontoni       | Massimo Sargenti      | Alessandro Fontana    | Zegliacco                 |
| 2001 | Daniele Pontoni       | Luca Bramati          | Enrico Franzoi        | Castelnuovo di Garfagnana |
| 2002 | Daniele Pontoni       | Valeriano Vandelli    | Luca Bramati          | Sassuolo                  |
| 2003 | Daniele Pontoni       | Luca Bramati          | Stefano Toffoletti    | Bassano del Grappa        |
| 2004 | Daniele Pontoni       | Alessandro Fontana    | Igor Tavella          | Verbania                  |
| 2005 | Enrico Franzoi        | Marco Bianco          | Derik Zampedri        | Rovato                    |
| 2006 | Enrico Franzoi        | Marco Aurelio Fontana | Rafael Visinelli      | Lecce                     |
| 2007 | Enrico Franzoi        | Marco Aurelio Fontana | Rafael Visinelli      | Lucca                     |
| 2008 | Marco Aurelio Fontana | Cristian Cominelli    | Marco Ponta           | Scorzè                    |
| 2009 | Enrico Franzoi        | Marco Aurelio Fontana | Marco Bianco          | Modena                    |
| 2010 | Marco Aurelio Fontana | Enrico Franzoi        | Marco Bianco          | Milaan                    |
| 2011 | Marco Aurelio Fontana | Marco Bianco          | Fabio Ursi            | Rome                      |
| 2012 | Marco Aurelio Fontana | Marco Bianco          | Cristian Cominelli    | Bolzano                   |
| 2013 | Marco Aurelio Fontana | Enrico Franzoi        | Mirko Tabacchi        | Vittorio Veneto           |
| 2014 | Marco Aurelio Fontana | Enrico Franzoi        | Elia Silvestri        | Orvieto                   |
| 2015 | Marco Aurelio Fontana | Bryan Falaschi        | Luca Braidot          | Pezze di Greco            |
| 2016 | Gioele Bertolini      | Enrico Franzoi        | Cristian Cominelli    | Forgaria                  |
| 2017 | Gioele Bertolini      | Marco Aurelio Fontana | Luca Braidot          | Silvelle di Trebaseleghe  |
| 2018 | Luca Braidot          | Daniele Braidot       | Marco Aurelio Fontana | Rome                      |
| 2019 | Gioele Bertolini      | Luca Braidot          | Daniele Braidot       | Milaan                    |
| 2020 | Jakob Dorigoni        | Gioele Bertolini      | Nicolas Samparisi     | Schio                     |
| 2021 | Gioele Bertolini      | Jakob Dorigoni        | Cristian Cominelli    | Lecce                     |
| 2022 | Jakob Dorigoni        | Filippo Fontana       | Nicolas Samparisi     | Variano Di Basiliano      |
| 2023 | Filippo Fontana       | Davide Toneatti       | Jakob Dorigoni        | Rome                      |
| 2024 | Filippo Fontana       | Jakob Dorigoni        | Gioele Bertolini      | Cremona                   |
| 2025 | Gioele Bertolini      | Filippo Fontana       | Federico Ceolin       | Faè di Oderzo             |

* 1998: Daniele Pontoni, aanvankelijk de winnaar, werd gediskwalificeerd voor een positieve controle.

### Beloften
| Jaar | 1ste                  | 2de                 | 3de                |
| ---- | --------------------- | ------------------- | ------------------ |
| 1997 | Jader Zoli            |                     |                    |
| 1998 | Fabrizio Dall'Oste    |                     |                    |
| 1999 | Valeriano Vandelli    |                     |                    |
| 2000 | Stefano Toffoletti    |                     |                    |
| 2001 | Enrico Franzoi        |                     |                    |
| 2002 | Enrico Franzoi        |                     |                    |
| 2003 | Enrico Franzoi        |                     |                    |
| 2004 | Enrico Franzoi        |                     |                    |
| 2005 | Derik Zampedri        |                     |                    |
| 2006 | Marco Aurelio Fontana |                     |                    |
| 2007 | Rafael Visinelli      |                     |                    |
| 2008 | Cristian Cominelli    |                     |                    |
| 2009 | Cristian Cominelli    |                     |                    |
| 2010 | Cristian Cominelli    | Bryan Falaschi      | Matteo Trentin     |
| 2011 | Elia Silvestri        | Luca Braidot        | Matteo Trentin     |
| 2012 | Elia Silvestri        | Daniele Braidot     | Luca Braidot       |
| 2013 | Bryan Falaschi        | Luca Braidot        | Nicolas Samparisi  |
| 2014 | Gioele Bertolini      | Nicolas Samparisi   | Lorenzo Samparisi  |
| 2015 | Nadir Colledani       | Luca De Nicola      | Manuel Todaro      |
| 2016 | Nadir Colledani       | Stefano Sala        | Daniel Smarzaro    |
| 2017 | Jakob Dorigoni        | Daniel Smarzaro     | Nadir Colledani    |
| 2018 | Jakob Dorigoni        | Stefano Sala        | Daniel Smarzaro    |
| 2019 | Jakob Dorigoni        | Stefano Sala        | Antonio Folcarelli |
| 2020 | Antonio Folcarelli    | Davide Toneatti     | Marco Pavan        |
| 2021 | Filippo Fontana       | Marco Pavan         | Davide Toneatti    |
| 2022 | Davide Toneatti       | Samuele Leone       | Marco Pavan        |
| 2023 | Filippo Agostinacchio | Lorenzo Masciarelli | Samuele Leone      |
| 2024 | Filippo Agostinacchio | Enrico Barazzuol    | Cristian Calligaro |
| 2025 | Stefano Viezzi        | Samuele Scappini    | Ettore Prà         |

### Junioren
| Jaar | 1ste                | 2de                 | 3de                         |
| ---- | ------------------- | ------------------- | --------------------------- |
| 1996 | Tiziano Baldini     |                     |                             |
| 1997 | Federico Bolognin   |                     |                             |
| 1998 | Stefano Toffoletti  |                     |                             |
| 1999 | Matteo Lostuzzo     |                     |                             |
| 2000 | Enrico Franzoi      |                     |                             |
| 2001 | Riccardo Riccò      |                     |                             |
| 2002 | Derik Zampedri      |                     |                             |
| 2003 | Derik Zampedri      |                     |                             |
| 2004 |                     |                     |                             |
| 2005 | Davide Malacarne    |                     |                             |
| 2006 | Cristian Cominelli  |                     |                             |
| 2007 | Matteo Trentin      |                     |                             |
| 2008 | Elia Silvestri      |                     |                             |
| 2009 |                     |                     |                             |
| 2010 | Pietro Santini      |                     |                             |
| 2011 | Federico Zurlo      | Lorenzo Samparisi   | Enrico Scapolan             |
| 2012 | Gioele Bertolini    | Francesco Pedante   | Nadir Colledani             |
| 2013 | Gioele Bertolini    | Manuel Todaro       | Nadir Colledani             |
| 2014 | Manuel Todaro       | Stefano Sala        | Federico Mandelli           |
| 2016 | Jakob Dorigoni      | Michele Bassani     | Antonio Folcarelli          |
| 2017 | Filippo Fontana     | Bruno Marchetti     | Nicola Taffarel             |
| 2018 | Filippo Fontana     | Tommaso Dalla Valle | Davide Toneatti             |
| 2019 | Samuele Leone       | Tommaso Bergagna    | Emanuele Huez               |
| 2020 | Davide de Pretto    | Lorenzo Masciarelli | Ettore Loconsolo            |
| 2021 | Bryan Olivo         | Luca Paletti        | Gabriel Fede                |
| 2022 | Samuele Scappini    | Elian Paccagnella   | Ettore Prà                  |
| 2023 | Samuele Scappini    | Stefano Viezzi      | Tommaso Cafueri             |
| 2024 | Stefano Viezzi      | Lorenzo de Longhi   | Mattia Proietti Gagliardoni |
| 2025 | Patrik Pezzo Rosola | Ettore Fabbro       | Filippo Grigolini           |

### Vrouwen
| Jaar | 1ste                 | 2de                   | 3de                  |
| ---- | -------------------- | --------------------- | -------------------- |
| 1996 | Maria-Paola Turcutto | Annabella Stropparo   | Lucia Pizzolotto     |
| 1997 | Maria-Paola Turcutto | Annabella Stropparo   | Lucia Pizzolotto     |
| 1998 | Annabella Stropparo  | Lucia Pizzolotto      | Monica Squarcina     |
| 1999 | Annabella Stropparo  | Lucia Pizzolotto      | Elisa Balduzzi       |
| 2000 | Annabella Stropparo  | Maria-Paola Turcutto  | Veronica Sala        |
| 2001 | Annabella Stropparo  | Veronica Sala         | Maria-Paola Turcutto |
| 2002 | Maria-Paola Turcutto | Vania Rossi           | Simonetta Marone     |
| 2003 | Annabella Stropparo  | Maria-Paola Turcutto  | Paola Bortolin       |
| 2004 | Annabella Stropparo  | Paola Bortolin        | Claudia Marsilio     |
| 2005 | Annabella Stropparo  | Paola Bortolin        | Claudia Marsilio     |
| 2006 | Annabella Stropparo  | Claudia Marsilio      | Monica Brunati       |
| 2007 | Vania Rossi          | Ilaria Rinaldi        | Milena Cavani        |
| 2008 | Vania Rossi          | Annabella Stropparo   | Daniela Bresciani    |
| 2009 | Eva Lechner          | Daniela Bresciani     | Milena Cavani        |
| 2010 | Eva Lechner          | Vania Rossi           | Evelyn Staffler      |
| 2011 | Vania Rossi          | Francesca Cucciniello | Eva Lechner          |
| 2012 | Eva Lechner          | Vania Rossi           | Valentina Scandolara |
| 2013 | Eva Lechner          | Vania Rossi           | Valentina Scandolara |
| 2014 | Eva Lechner          | Nicoletta Bresciani   | Roberta Gasparini    |
| 2015 | Eva Lechner          | Alice Maria Arzuffi   | Chiara Teocchi       |
| 2016 | Eva Lechner          | Anna Oberparleiter    | Alessia Bulleri      |
| 2017 | Eva Lechner          | Alice Maria Arzuffi   | Alessia Bulleri      |
| 2018 | Eva Lechner          | Alice Maria Arzuffi   | Alessia Bulleri      |
| 2019 | Eva Lechner          | Alice Maria Arzuffi   | Chiara Teocchi       |
| 2020 | Eva Lechner          | Alice Maria Arzuffi   | Alessia Bulleri      |
| 2021 | Alice Maria Arzuffi  | Chiara Teocchi        | Eva Lechner          |
| 2022 | Silvia Persico       | Eva Lechner           | Sara Casasola        |
| 2023 | Silvia Persico       | Rebecca Gariboldi     | Francesca Baroni     |
| 2024 | Sara Casasola        | Letizia Borghesi      | Rebecca Gariboldi    |
| 2025 | Carlotta Borello     | Rebecca Gariboldi     | Letizia Borghesi     |

### Vrouwen U23
| Jaar | 1ste                 | 2de                | 3de               |
| ---- | -------------------- | ------------------ | ----------------- |
| 2006 | Elisabetta Borgia    |                    |                   |
| 2007 | Ilaria Rinaldi       |                    |                   |
| 2008 | Nicoletta Bresciani  |                    |                   |
| 2009 | Veronica Alessio     |                    |                   |
| 2010 | Stefania Vecchio     |                    |                   |
| 2011 | Elena Valentini      | Stefania Vecchio   | Francesca Cauz    |
| 2012 | Valentina Scandolara | Anna Oberparleiter | Lisa Rabensteiner |
|      |                      |                    |                   |
| 2016 | Alice Maria Arzuffi  | Chiara Teocchi     | Francesca Baroni  |
| 2017 | Chiara Teocchi       | Silvia Persico     | Francesca Baroni  |
| 2018 | Chiara Teocchi       | Francesca Baroni   | Silvia Persico    |
| 2019 | Sara Casasola        | Silvia Persico     | Francesca Baroni  |
| 2020 | Francesca Baroni     | Sara Casasola      | Gaia Realini      |
| 2021 | Francesca Baroni     | Gaia Realini       | Sara Casasola     |
|      |                      |                    |                   |
| 2024 | Valentina Corvi      | Giada Borghesi     | Carlotta Borello  |
| 2025 | Valentina Corvi      | Beatrice Fontana   | Lucia Bramati     |

### Meisjes junioren
| 2000 | Valentina Alessio         |                    |                     |
| —    |                           |                    |                     |
| 2005 | Veronica Alessio          |                    |                     |
| 2006 | Valeria Tagliabue         |                    |                     |
| 2007 | Valeria Tagliabue         |                    |                     |
| 2008 |                           |                    |                     |
| 2009 |                           |                    |                     |
| 2010 | Elena Valentini           |                    |                     |
| 2011 | Maria Giulia Confalonieri |                    |                     |
| 2012 | Alice Maria Arzuffi       |                    |                     |
|      |                           |                    |                     |
| 2020 | Lucia Bramati             | Carlotta Borello   | Nicole Pesse        |
| 2021 | Lucia Bramati             | Giulia Challancin  | Lisa Canciani       |
| 2022 | Sophie Auer               | Valentina Corvi    | Beatrice Fontana    |
| 2023 | Valentina Corvi           | Arianna Bianchi    | Federica Venturelli |
| 2024 | Elisa Ferri               | Ilaria Tambosco    | Sofia Guichardaz    |
| 2025 | Elisa Ferri               | Giorgia Pellizotti | Elisa Bianchi       |

Kampioenschappen:  Wereldkampioenschappen ·
 Europese kampioenschappen ·
 Pan-Amerikaanse kampioenschappen
 België ·
 Canada ·
 Denemarken ·
 Duitsland ·
 Finland ·
 Frankrijk ·
 Hongarije ·
 Ierland ·
 Italië ·
 Japan ·
 Kroatië ·
 Luxemburg ·
 Nederland ·
 Nieuw-Zeeland ·
 Noorwegen ·
 Oostenrijk ·
 Polen ·
 Servië ·
 Slowakije ·
 Spanje ·
 Tsjechië ·
 Verenigd Koninkrijk ·
 Verenigde Staten ·
 Zweden ·
 Zwitserland
Klassementen:  Wereldbeker ·
 Superprestige ·
 X²O Badkamers Trofee ·
 HSF System Cup ·
 USCX Series ·
 Coupe de France ·
 National Trophy Series ·
 Giro d'Italia Ciclocross ·
 Copa de España ·
 New England Series ·
 Swiss Cyclocross Cup
Overig:  Exact Cross
Voormalig:  EKZ CrossTour ·  Rectavit Series ·  US Cup